# Darmstadt
Darmstadt is een kreisfreie Stadt in de Duitse deelstaat Hessen en ligt ten zuiden van de steden Frankfurt en Wiesbaden. De kreisfreie stad telt 159.174 inwoners (31 december 2020) op een oppervlakte van 122,07 km². Op 31 december 2020 had 22,09% van de inwoners een niet-Duits staatsburgerschap (35.165 niet-Duitsers) en hadden 205 inwoners het Nederlandse staatsburgerschap.

## Geschiedenis
Darmstadt is ontstaan aan het einde van de 11e eeuw, toen nog als Darmundestat. In 1330 kreeg de plaats stadsrechten van Keizer Lodewijk de Beier.
Van 1567 tot 1945 was Darmstadt de hoofdstad van een autonoom land Hessen-Darmstadt, dat achtereenvolgens een landgraafschap binnen het Heilige Roomse Rijk, een groothertogdom binnen de Duitse Bond en een republiek binnen de Republiek van Weimar was.
Tijdens de 19e eeuw groeide het aantal inwoners uit van 10.000 naar zo'n 72.000. In 1877 werd er een technische universiteit opgericht. In het begin van de 20e eeuw was Darmstadt het centrum van de jugendstil-kunstbeweging. Van de ongeveer 3000 Joden die in Darmstadt woonden, heeft vrijwel niemand het nazi-regime overleefd. Op 11 september 1944 werd het centrum van de stad volledig verwoest door een Brits bombardement waarbij 11.000 slachtoffers vielen en nog veel meer mensen dakloos werden. Na de Tweede Wereldoorlog groeide Darmstadt uit tot een centrum voor moderne klassieke muziek.

## Cultuur

### Bezienswaardigheden
- Het Darmstädter Residenzschloß museum
- Het Ludwigsmonument (1841-1844), een 39 m hoge zuil op de Luisenplatz, opgericht ter ere van Lodewijk I van Hessen-Darmstadt
- De neoclassicistische Sint-Lodewijkskerk (1822-1827)
- Het Hessisches Landesmuseum Darmstadt, een veelzijdig museum
- Mathildenhöhe, een heuvel waar de Jugendstil-kunstenaarskolonie van Darmstadt zich op uitnodiging van kunstminnaar en mecenas groothertog Ernst Lodewijk van Hessen-Darmstadt had gevestigd tussen 1899 en 1914. Sinds 2021 staat Mathildenhöhe op de Unesco-Werelderfgoedlijst. Daar bevinden zich onder meer nog:
  - De Maria Magdalenakerk (de Russische Kapel), een Russisch-orthodoxe kerk die werd gebouwd opdat tsarina Alexandra Fjodorovna (geboren in Darmstadt) en haar keizerlijke familie van Rusland over een orthodoxe kerk zou beschikken tijdens hun bezoeken aan haar vaderland
  - Het Ernst-Ludwighaus waarin het Museum van de Künstlerkolonie is ondergebracht
  - De 48,5 m hoge Hochzeitsturm: werd in 1908 aangeboden aan Ernst Lodewijk van Hessen-Darmstadt, de laatste groothertog van Hessen en aan de Rijn
  - De Platanenhain
  - De Künstlerkolonie: de nog resterende huizen van de kunstenaars, inzonderheid het Behrenshuis en het Olbrichhuis
- Fet Jugendstilbad (1907-1909)
- Het gebouw Waldspirale van Friedensreich Hundertwasser: 105 woningen
- Groeve Messel, een fossielenvindplaats in het dorpje Messel nabij Darmstadt die in 1995 werd uitgeroepen tot Werelderfgoed

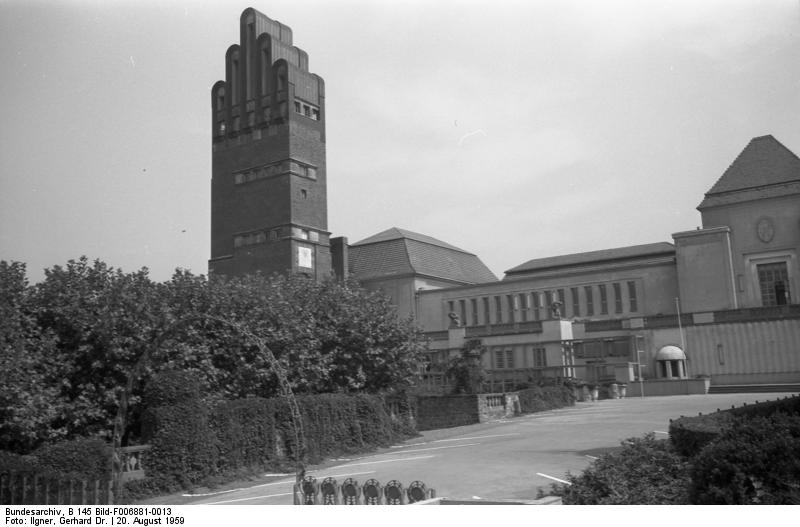
Mathildenhöhe
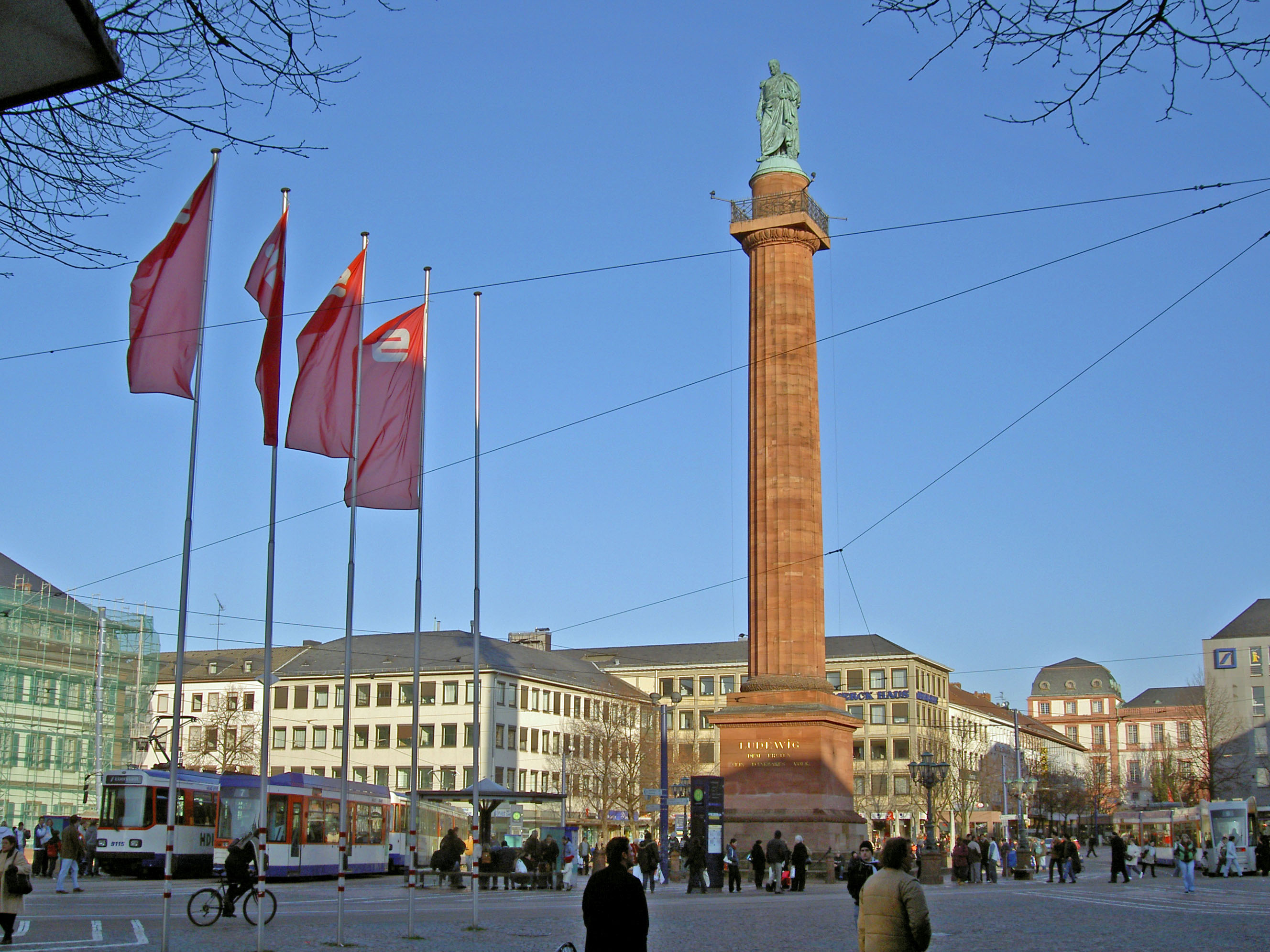
Luisenplatz

### Sport
SV Darmstadt 98 is de professionele voetbalclub van Darmstadt en speelt in het Stadion am Böllenfalltor. De club speelde enkele seizoenen op het hoogste Duitse niveau in de Bundesliga.

## Universiteit
De universiteit van Darmstadt - Technische Universität Darmstadt (TUD) - staat bekend als een van de belangrijkste in Duitsland. Enkele hieraan gerelateerde instituten zijn de Gesellschaft für Schwerionenforschung en de Fraunhofer-Gesellschaft. Daarnaast is het Space Operations Center (ESOC) van de Europese Ruimtevaartorganisatie in de stad gevestigd. Veel grote chemie- en farmacieconcerns, zoals Merck en Röhm, hebben hun hoofdkantoor in Darmstadt. In 1997 is Darmstadt officieel uitgeroepen tot "Wetenschapsstad". Het element Darmstadtium werd naar de stad vernoemd, omdat het hier voor het eerst is geproduceerd.

## Stedenbanden
- Alkmaar (Nederland)
- Bursa (Turkije)
- Graz (Oostenrijk)
- Trondheim (Noorwegen)

## Bekende inwoners van Darmstadt

### Geboren
- Johann Jacob Dillenius (1684-1747), Duits-Engels botanicus
- Lodewijk IX van Hessen-Darmstadt (1719-1790), landgraaf van Hessen-Darmstadt
- Johann Jakob Kaup (1803-1873), paleontoloog en dierkundige
- Justus von Liebig (1803-1873), chemicus, uitvinder van o.a kunstmest, marmite en kringlooplandbouw
- Hermann von Rosenberg (1817-1888), natuuronderzoeker
- Georg von Hertling (1843-1919), rijkskanselier
- Elisabeth van Hessen-Darmstadt (1864-1918), grootvorstin van Rusland
- Ernst Lodewijk van Hessen-Darmstadt (1868-1937), laatste groothertog van Hessen en bij de Rijn
- Alexandra Fjodorovna (1872-1918), laatste tsarina van Rusland
- Christa Winsloe (1888-1944), schrijfster en beeldend kunstenares
- Gustav-Adolf von Zangen (1892-1964), generaal
- Karl Wolff (1900-1984),  SS-Obergruppenführer, generaal bij de Waffen-SS en oorlogsmisdadiger
- Hans Christian Blech (1915-1993), acteur (speelde o.a. Major Werner Pluskat in the longest day)
- Karlheinz Böhm (1928-2014), Oostenrijks acteur
- Paul-Bernd Spahn (1939-2025), professor, auteur en adviseur
- Bruno Labbadia (1966), voetballer en voetbalcoach
- Roman Flügel (1970), danceproducer
- Sebastian Dehmer (1982), triatleet
- Yannick Lebherz (1989), zwemmer
- Marco Koch (1990), zwemmer
- Roberto Soriano (1991), Italiaans voetballer
- Mareike Thum (1991), schaatsster en skeeleraar

### Overleden
- Wolfgang Carl Briegel (1626-1712), componist
- Arnold Mendelssohn (1855-1933), componist